# グローバル教育
グローバル教育（グローバルきょういく、英: global education）は、地球的課題の理解と解決し、地球市民育成のための教育である。

## 概要

### 用語の誕生・歴史
「グローバル教育」という用語は、1960年代後半 - 1970年代の米国において作られ、提唱された。
ベトナム戦争の実質的な敗北を受けて、アメリカ中心主義を見直し、国際社会全体の中で教育を考えようという運動であった。
その後、グローバル教育はイギリスなど欧州諸国に受け継がれた。イギリスでは「ワールド・スタディーズ」という用語も同義で用いられた。

### 定義・概念
- 現在において、確立された定義はないが、共通認識としては「地球社会を相互依存システムとして捉え、地球規模の問題の解決を図る人材育成」を目的としている[2]。

- グローバル教育の創始者であるアンダーソンやベッカーは、1979年 - 1980年当時「グローバル教育とは、内容や主題、学問領域で定義できる領域ではなく、むしろそれは、グローバル化する世界に対して適切に反応できるように新しい教育を創造する努力や運動」とし、非常に曖昧な定義づけであった。
その後、ユネスコの国際理解教育を始めとする、さまざまな教育領域がお互いに影響・連携・融合しあい、ゆるやかに「グローバル教育」として形成されていき、現在では「地球規模の問題を取り扱うすべての分野と領域」を包括する概念といえる[1]。

- 2002年の「欧州グローバル教育会議」では「世界の現実に対して全ての人々の眼と心を開かせ、全ての人のためにより大きな正義、平等、人権が必要であることへの気付きを促すこと」と定義づけられ、「オーストラリア グローバル教育プロジェクト」では「学生が地球市民として多文化共生社会の実現に貢献できる人材育成」と定義づけられた[3]。

## 詳細

### 3つの要素
グローバル教育は、では大きく3つの方向性（「地球的視野」「地球規模の問題」「参加・体験・対話型学習」）が認めれる。

- 地球的視野

グローバル教育においては「地球的視野」が最優先・最重要とされる。
「地球的視野とは何か」を問い、「地球的視野に立った教育」を行い、「地球的視野を促進していく」ことがグローバル教育における中心であると考えられる。
- 地球規模の問題

グローバル教育は「地球規模の問題」を扱い、取り組む。
「地球規模の問題を取り扱うすべての分野と領域を包括する概念」という性質上、絶えず新しいテーマが加えられ多様化し生成変化しているので、扱うテーマは多岐にわたっている。現時点では、環境、開発、平和、人権、多文化、経済、テクノロジー、マスメディア、シチズンシップ、健康、人種、ジェンダーなどが中心テーマと考えられるが、今後もテーマは増え続けていくことが予想される。
- 参加・体験・対話型学習

グローバル教育は、参加・体験・対話型の「アクティビティ」を重視する。

### 国際理解教育との違い
- 「国際理解教育」と「グローバル教育」においては、「国家」の取り扱いが異なる[5]。
  - 国際理解教育においては、国際社会における「国家」の枠組みが基本概念になる。
  - グローバル教育においては、国家の枠組みを超え、「国家の利益」でなく「地球の利益」を優先する。
- 「グローバル教育」の中には「国際理解教育」が含まれている[6]
  - 国際理解教育においては、異文化理解教育を中心とする。
  - グローバル教育においては、より広領域を扱い、多文化共生社会および相互依存社会に必要な地球市民資質を育成する。「国際理解教育」の概念を包括している。